# Operación Puerto
Operación Puerto è il nome dato all'indagine spagnola relativa al doping sportivo effettuata tra il febbraio e il maggio 2006, soprattutto in ambito ciclistico.

## Descrizione
I principali accusati sono Eufemiano Fuentes, medico di diverse squadre ciclistiche, e Manolo Saiz, al momento dell'arresto direttore sportivo della squadra Liberty Seguros. Secondo l'accusa Fuentes e Saiz erano a capo di una organizzazione che si dedicava alla gestione di autoemotrasfusioni, alla vendita di sostanze dopanti, quali EPO, ormoni della crescita, anabolizzanti, e alla pianificazione del loro utilizzo. La polizia ha sequestrato anche numerosi elenchi cifrati di presunti clienti dell'organizzazione. Dalla decifrazione degli elenchi si è arrivati al coinvolgimento di 58 ciclisti professionisti, che sono stati individuati dalle autorità. I nomi di altri sportivi non sono stati decifrati o resi noti, il dottor Fuentes ha però riferito di prestare regolare assistenza medica a sportivi di discipline diverse, fra cui calciatori, motociclisti e tennisti.
In attesa del processo tra gli effetti maggiori dell'operazione finora ci sono il ritiro dal mondo del ciclismo dello sponsor Liberty-Seguros e l'esclusione dal Tour de France 2006 della maggior parte dei candidati alla vittoria finale e di 2 squadre, l'Astana e la Comunidad Valenciana (che all'epoca dei fatti contestati si chiamava Kelme). Fino a maggio del 2007 le uniche sacche di sangue sottoposte al test di DNA sono state quelle di Jan Ullrich, e dopo le analisi è stato accertato che il sangue contenuto era il suo: questo ha confermato il coinvolgimento del corridore tedesco, comunque già ritiratosi dall'attività agonistica da febbraio 2007.
A Febbraio 2008 esce la notizia che l’Operación Puerto si riapre.
L'11 febbraio 2009 il CONI ha individuato in una sacca di sangue lo stesso DNA di Alejandro Valverde. Già prima del mondiale di Varese su Valverde cadevano parecchi sospetti ma il Tas di Losanna inizialmente non lo aveva escluso dal mondiale. A seguito del ricorso dell'UCI, il 31 maggio 2010 Valverde è stato squalificato per due anni a partire dal 1º gennaio 2010. L'indagine ha rivelato che le pratiche illecite non sono circoscritte al mondo del ciclismo, ma coinvolgono calciatori spagnoli, giocatori di pallamano, tennisti ed automobilisti, i cui nomi però sono rimasti nell'oscurità.
Ad Aprile 2013 esce la notizia che Fuentes è stato condannato a un anno di reclusione.
Il 14 giugno 2016 è stato accolto il ricorso dall'Audencia Provincial de Madrid contro la distruzione delle sacche di sangue sequestrate. Il confronto del DNA dei campioni di sangue arricchito con quello degli atleti nei database consentirà l'identificazione dei destinatari. Nella stessa circostanza è stato assolto Fuentes.
A Settembre 2019 esce la notizia che l’AMA chiude il caso e non farà i nomi degli undici sportivi identificati.

### Ciclisti coinvolti[14][15]
Della Liberty Seguros
- Allan Davis[16]
- Joseba Beloki[16]
- Alberto Contador[16]
- David Etxebarria
- Jörg Jaksche
- Isidro Nozal[16]
- Unai Osa
- Sérgio Paulinho[16]
- Michele Scarponi
- Marcos Serrano
- Ángel Vicioso

Della Comunidad Valenciana
- Vicente Ballester
- David Bernabéu
- David Blanco
- José Adrián Bonilla
- Juan Gomis
- Eladio Jiménez
- David Latasa
- Javier Pascual Rodríguez
- Rubén Plaza

Della Phonak
- José Enrique Gutiérrez
- José Ignacio Gutiérrez
- Santiago Botero

Della Caisse d'Epargne-Illes Balears
- Constantino Zaballa
- Alejandro Valverde

Della T-Mobile
- Jan Ullrich
- Óscar Sevilla

Della Saunier Duval-Prodir
- Koldo Gil
- Carlos Zárate

Del Team CSC
- Ivan Basso

Della AG2R Prévoyance
- Francisco Mancebo

Della Unibet.com
- Carlos García Quesada

Altri non più attivi
- Ángel Casero
- Igor González de Galdeano
- Tyler Hamilton
- Roberto Heras
- Santiago Pérez
- Mario Cipollini